# A Fallen Idol
A Fallen Idol er en amerikansk stumfilm fra 1919 af Kenean Buel.

## Medvirkende
- Evelyn Nesbit som Laone
- Lillian Lawrence som Mrs. Parrish
- Sidney Mason som Keith Parrish
- Lyster Chambers som Stephen Brainard
- Pat Hartigan